# 우민규
우민규(2000년 12월 2일~)은 대한민국의 남자 배우이다.

## 영화
- 2012년 간첩 - 동수 역
- 2018년 골든 슬럼버 - 고등학생 장동규 역
- 2018년 마녀 - 상회 주인 아들 역
- 2019년 미성년 - 방파제 소년2 역

## 드라마
- 2010년 KBS 2TV 구미호: 여우누이뎐 윤충이
- 2011년 EBS TV로 보는 원작동화 - 잘못 뽑은 반장 - 김대광 역
- 2022년 KBS 2 팬티의 계절 - 산초록 역
- 2023년 TVING 방과 후 전쟁활동 - 김덕중 역